# Toxochelys

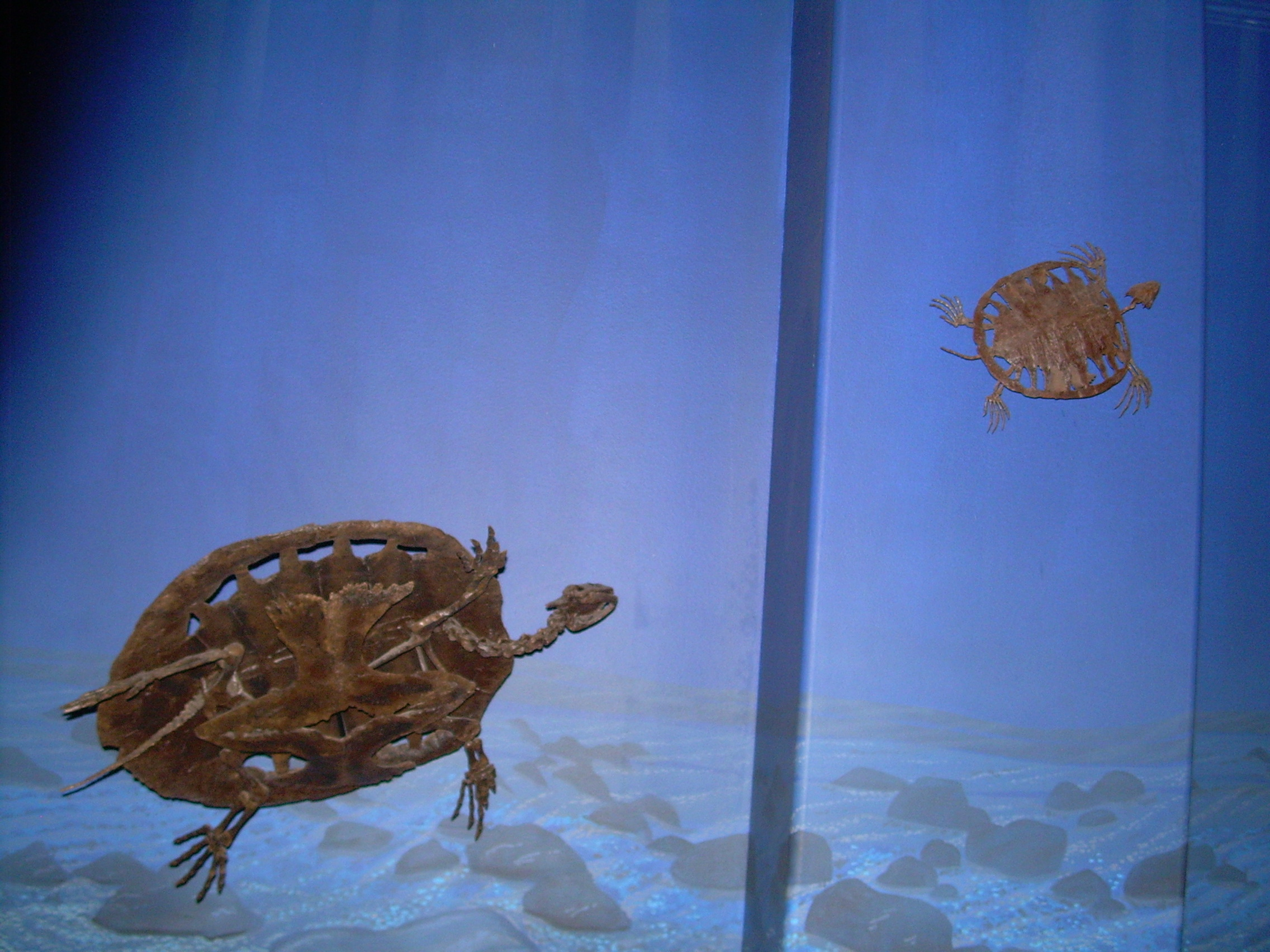
Esqueletos de Toxochelys bauri.

Toxochelys es un género extinto de tortuga marina que vivió durante el período Cretácico. Es el género de tortuga más comúnmente hallado entre los fósiles de la Caliza Smoky Hill, en el oeste de Kansas, Estados Unidos. Toxochelys medía cerca de 2 metros de longitud. Se conocen cuatro especies de este género: Toxocheys bauri, Toxochelys browni, Toxochelys latiremus y Toxochelys weeksi. Los análisis filogenéticos muestran que Toxochelys pertenece a un antiguo linaje de tortugas transicionales entre las actuales tortugas marinas y las demás tortugas.